# Paratropus cavatus
Paratropus cavatus är en skalbaggsart som beskrevs av Kanaar 1997. Paratropus cavatus ingår i släktet Paratropus och familjen stumpbaggar. Inga underarter finns listade i Catalogue of Life.